# Lionel Carole
Lionel Jules Carole (Montreuil, 12 april 1991) is een Frans voetballer die bij voorkeur als linksback speelt.

## Clubcarrière
Carole is afkomstig uit de jeugdopleiding van Nantes, waarvoor hij veertien competitiewedstrijden in het eerste team speelde. Dat was destijds actief in de Ligue 2. In januari 2011 werd hij verkocht aan SL Benfica, op dat moment de regerend landskampioen in Portugal. Daar speelde hij dat seizoen zes competitiewedstrijden in de hoofdmacht. De club verhuurde hem gedurende het seizoen 2011/12 vervolgens aan CS Sedan, dan actief in de Ligue 2. Op 9 juli 2013 keerde Carole permanent terug naar Frankrijk door te tekenen bij Troyes AC, eveneens actief in de Ligue 2. In twee seizoenen speelde hij vijfenzeventig competitiewedstrijden voor Troyes. Carole tekende in juli 2015 een contract tot medio 2019 bij Galatasaray, dat circa €1.500.000,- voor hem betaalde.

## Interlandcarrière
Carole kwam uit voor diverse Franse nationale jeugdelftallen. Hij kwam driemaal uit voor Frankrijk –21.